# شيكو بينهيرو (صحفي)
شيكو بينهيرو (بالبرتغالية: Chico Pinheiro‏) هو صحفي ومذيع أخبار برازيلي، ولد في 17 يونيو 1953 في سانتا ماريا، ريو غراندي دو سول في البرازيل.